# Lomsjötjärnen, Medelpad
Lomsjötjärnen är en sjö i Ånge kommun i Medelpad och ingår i Delångersåns huvudavrinningsområde.